# 炎の化石
「炎の化石」（ほのおのかせき）は、日本のミュージシャン氷室京介の20枚目のシングルである。2000年6月28日発売。発売元はポリドール。

## 概要
- 前作から1年7ヶ月振り、1998年発売ベストアルバム『Collective SOULS 〜THE BEST OF BEST〜』からのシングルカット。
- 同日11thシングル「魂を抱いてくれ」、12thシングル「STAY」、13thシングル「SQUALL」、15thシングル「NATIVE STRANGER」、16thシングル「HEAT」、18thシングル「ダイヤモンド・ダスト」以上6作がマキシシングル仕様で再発された。

## 収録曲
1. 炎の化石 (5:12)
  - 作詞：森雪之丞 / 作曲：氷室京介 / 編曲：ジェフ・ボヴァ
2. 永遠 〜Eternity〜 (4:17)
  - 作詞：森雪之丞 / 作曲・編曲：氷室京介

19thシングル

## 収録アルバム
炎の化石
- Collective SOULS 〜THE BEST OF BEST〜
- Ballad〜La Pluie
- 20th Anniversary ALL SINGLES COMPLETE BEST JUST MOVIN' ON 〜ALL THE-S-HIT〜
- KYOSUKE HIMURO 25th Anniversary BEST ALBUM GREATEST ANTHOLOGY

## ライブ映像作品
炎の化石
- CASE OF HIMURO 15th Anniversary Special LIVE
- KYOSUKE HIMURO TOUR2003 "HIGHER THAN HEAVEN"AT YOYOGI NATIONAL STADIUM